# 왕자 호동과 낙랑공주
《왕자 호동과 낙랑 공주》는 한국에서 제작된 김소동 감독의 1956년 영화이다. 김동원 등이 주연으로 출연하였고 이철혁 등이 제작에 참여하였다.

## 출연

### 주연
- 김동원
- 조미령
- 김승호
- 황정순
- 이해랑

## 기타
- 조명: 고해진
- 녹음: 최칠복
- 미술: 강성범
- 의상: 이해윤
- 소품: 이상필